# 805
805 (DCCCV) fue un año común comenzado en miércoles del calendario juliano, en vigor en aquella fecha.

## Acontecimientos
- Se construye el primer hospital en el mundo islámico, por el califa de la dinastía de abasí de Bagda,  Harún al-Rashid
- El emperador bizantino Nicéforo I, sufre su mayor derrota ante los sarracenos en Crasus.
- Tang Shun Zong sucede a Tang De Zong como emperador de China, pero no resiste hasta final de año.
- Primera mención a Magdeburgo.
- Batalla de Canburg
- Bulgaria, gobernada por el khan Krum conquista la parte oriental del Kanato de los ávaros, arrasándola.
- Mérida se subleva contra Alhakén I. El levantamiento, llevado a cabo por los antiguos nobles visigodos, perdura hasta 813, apoyado por los cristianos y bereberes lisboetas.
- Los musulmanes conquistan Chipre a Bizancio.
- 2 de diciembre: en Sistán (Irán) se registra un terremoto de 7 grados en la escala sismológica de Richter.
- Según los cálculos del religioso galorromano Gregorio de Tours (538-594) el fin del mundo sucedería entre el 799 y el 806.

## Nacimientos
- Al-Farghani, astrónomo persa.